# メインデルト・ホッベマ
メインデルト・ホッベマ（Meindert Hobbema, 1638年10月31日 - 1709年12月7日）は、17世紀のいわゆるオランダの黄金時代に活躍した風景画家で、ヤーコプ・ファン・ロイスダールの後継者として位置付けられている。マインデルト・ホッベマと表記されることもある。
ホッベマの経歴には不明な点が多く、絵にあるサインの年代から考えると彼の活動は、1650年から89年頃まで続いたと考えられるが矛盾がある。ブルーデル・コレクション（Bredel Collection）にあるA Wooded Streamと呼ばれる作品は1650年のものであって、フォード・コレクションにある『木々の下にある小屋』は、1652年である。それらの絵のカンバスにはホッベマの名前は見られないが、ホッベマのもっとも初期の作品だとすると12歳ないし14歳で描いたことになり、その画家が1638年生まれなどとはありえないことである。
この時期についての矛盾は以下の経緯によって起こったと考えられる。ホッベマの絵をロイスダールの作品として売ることにより利益を得ることが行われた。ホッベマの才能はこのようなことを通して通常とは逆のパターンで認められるようになった。ホッベマの才能が認識されると、それまでとは反対のことが起こりホッベマの名前を利用したり架空の日付をつけたりと詐欺のようなことが起こるようになったのである。経験豊かな目で鑑定すればロンドンやロッテルダム、グローブナー(Grosvenor)やvan der Hoopコレクションのギャラリーに飾られたよく知られているホッベマの絵のサインに違いがあることがわかる。ホッベマのものとされる絵の日付に疑問があって記録や年譜と照合しようとするならホッベマの生涯に起こった次に述べるような事実を知っておかなければならない。

## 生涯
ホッベマは、1638年にアムステルダムにおいて生を受けた。
前述のように経歴には不明な点が多いが、30歳のときにアムステルダムの旧教会でエルチェ・ヴィンク（Eeltije Vinck Gorcum）という女性と結婚した。その結婚式には新婦の兄であるコルネリウス・ヴィンクとヤコープ・ファン・ロイスダールが出席していた。このことからホッベマとロイスダールという偉大な風景画家同士が友情の絆で結ばれていたと仮定することができる。少なくとも1660年の文書でホッベマがロイスダールのもとで数年間修行していたとロイスダール自身が述べているように、ホッベマの初期の作品は師の影響を濃厚に受けている様子が窺え、後述するように見分けがつかないほどである。
ホッベマは1668年にアムステルダムの計量官に任命され、同年から1673年の間に4人の子どもをもうけている。1704年に妻のエルチェ・ヴィンクは亡くなりアムステルダムのレイデン墓地の平民区域に葬られた。
ホッベマ自身は1709年の12月まで生きた。その月14日にアムステルダムのWesterkerk墓地の平民区域に埋葬された。
ホッベマ夫妻はRozengracheで夫婦生活を送った。そこはレンブラントの住んでいたところとそれほど離れてはいなかった。レンブラントはそこで貧しい後半生を送っていた。レンブラントとフランス・ハルス、ヤコプ・ファン・ロイスダール、ホッベマはそういった点で似ている。彼の死はみじめで労苦の割には報われないものであった。おそらく彼らの業績から考えてつりあわないものであった。ホッベマとロイスダールは後世からみてオランダ風景画の最終段階と考えられている。

## 絵画の技法
ホッベマとロイスダールの絵画のスタイルはかなり似ていて、いまだにホッベマとロイスダールの作品は異なる点もあるがはっきり区別するのが難しい。ホッベマを真似た画家や先行するイサーク・ファン・ロイスダール(Isaack van Ruisdael:1599-1677)、ヒリス・ロンバウツ(Gillis Rombouts:1630-1678)、ルーロフ・ヤンスゾーン・ファン・フリース(c.1631-1681/1701)、コルネリス・ヘリッツゾーン・デッケル(c.1618–1678)、ヤン・ローテン(Jan Looten: 1618–c.1681)、アドリアーン・ヘンドリクスゾーン・フェルブーム(Adriaen Hendriksz. Verboom)、ギョーム・デュ・ボア(Guillam du Bois)、ヤン・ファン・ケッセル、ヨリス・ファン・デル・ハーヘン(c.1615-1669)、フィリップス・コーニンク(1619-1688)さえも僅かな違いしかないので、ホッベマの作品を選び出すのに躊躇を覚えるくらいである。
ホッベマは自らの工房での鍛錬において全ての着想を乗り越えることに勤勉であった。ホッベマが樹木と生け垣、水たまりと水車のような物言わぬ実物をとらえて完全に習得したように誰もが完全に描けるとは信じがたい。それともGuerdersやオランダの国境付近のウェストファリアで言われるようにホッベマが同じ場所に住んでいることによって神秘的な能力を得たというのも信じがたい。ウェストファリアのある国境地帯で毎日のようにホッベマがさまざまな光の当たり方をみながら木の枝を観察し季節によって移り変わるうっそうと木々に囲まれた木陰の小屋や水車で全てを学んだのかも知れない。
ホッベマの描く風景は激しいものや穏やかなもの双方あるが、一般的にはオリーブ色の色調が中心で、しばしば「清教徒的な灰色」(puritanical grey)と呼ばれる色ないし小豆色が用いられ調和を保っている。ホッベマの絵画には樹木のさまざまな葉のつき方を表現するのみならず、大胆なタッチと細やかな仕上げがなされ目をみはらせる。特に驚かされるのは、雲を透過する弱い光が一時的にないしは確実に大地の異なる部分を照らし、木の葉を透過した光が別の木の葉を照らす様子などで、このような光が透過して別の場所を照らすような表現はホッベマの作品のなかには、繰り返し見られるものである。ロンドンのウォレス・コレクションにある「農家のある森の風景」（Wooded Landscape with Farmhouses）では、手前中央やや左にある道はしばらくはやや右上に向かって流れる川に沿って平行に走っているが、やがて右側に屈曲し木立のなかにある画面右端の家へ向かって続いていく。画面手前と川の対岸には日が当たっているが、画面の右側は薄暗いという全体的な明暗の対比があり、影になっている部分にも草や幹などに木々の隙間から漏れたと思われる日光が当たっており、その光の当たり方も画面の中で微妙に異なって絶妙な明暗の対比と立体感が表現されている。

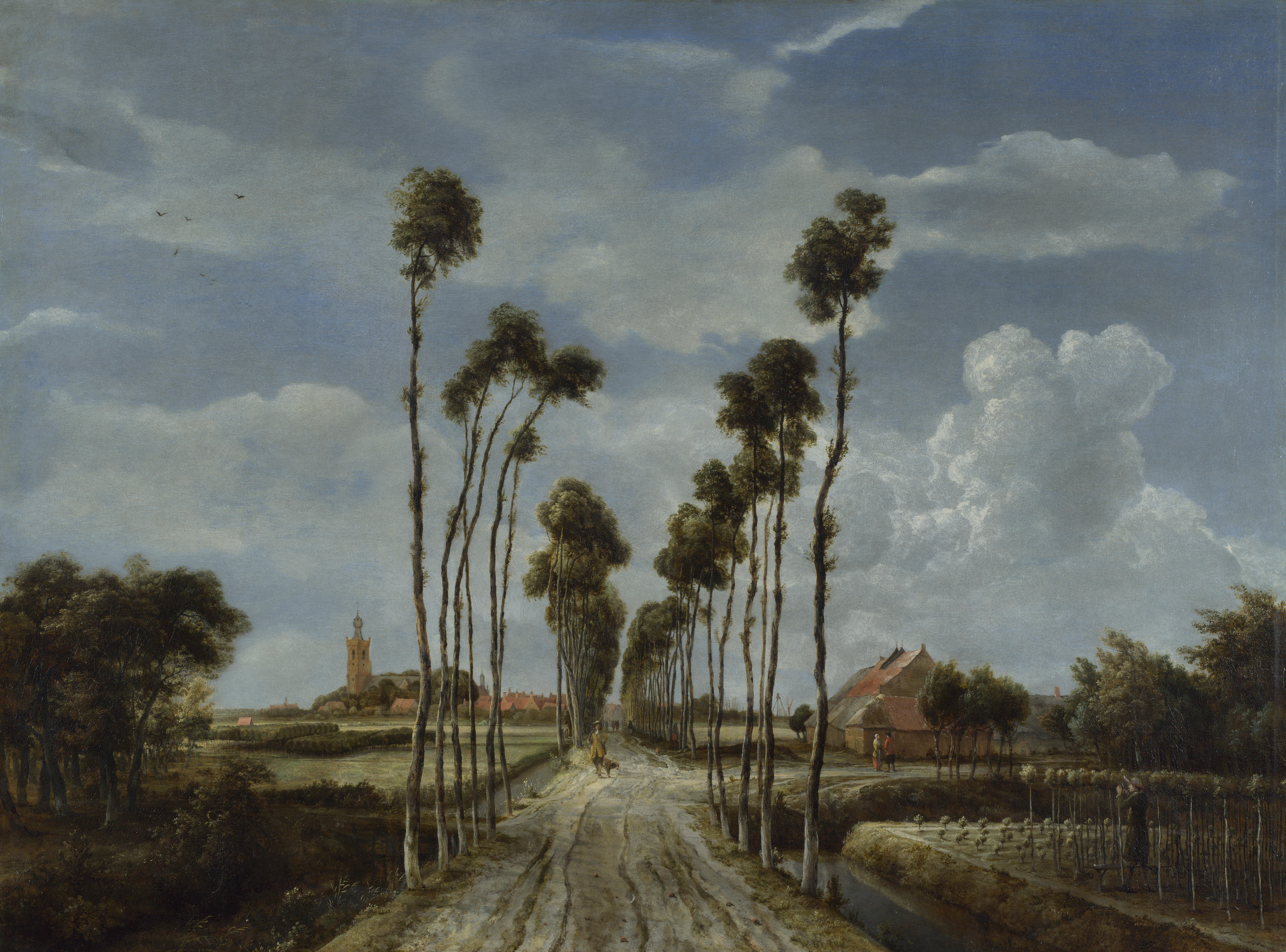
メインデルト・ホッベマ『ミッデルハルニスの並木道』(The avenue Middelharnis)、1689年、キャンバス、油彩、103.5×141cm、ロンドン・ナショナル・ギャラリー

ホッベマには、ロイスダールのような多才さはなく、たとえば高原や岩でできた小高い丘陵、急流や入り江などの表現についてはロイスダールほどは研究しなかったので、ロイスダールに次ぐ評価をされる。しかし、優れた風景画家であることは間違いなく、機会さえあれば、ホッベマは、小さな小屋の近くにある水溜りやゆったり流れる大河の水面にあらゆるものが映っている表現や水車をいそがしく回すような渦巻く川の流れの表現をみごとに描ききったであろうし、そのような場所があれば、複数の作品を残したように思われる。ホッベマの描くひとつの水車は彼の絵を見る者を魅了してやまない。
ホッベマは、非常に貧しい生活を送り、亡くなった。そのため彼の住んだ場所には美術史的に彼のことを位置づけられるような年代資料は残らなかった。またホッベマ自身の自画像も残っていない。

## 代表作
ホッベマの作品のうち最も優れたものは、1663年から1667年にかけてのものである。ベルギー王立美術館の『風車』や前述した『農家のある森の風景』は1663年頃のものとされ、この時期の代表作のひとつである。ブリュッセルのギャラリーとセント・ピーターズ・バーグのギャラリーにいくつかの優れた作品がある。著名な『ミッデルハルニスの並木道』を含むロンドン・ナショナル・ギャラリーにあるいくつかの作品は1689年のものである。『Breberode城の廃墟』（Ruins of Breberode Castle）の2点は、1667年のものである。晩年の作品のいくつかのものは、ケンブリッジのフィッツウィリアム美術館にあり、そのほかの優品はアントワープ王立美術館にある。

## 作品

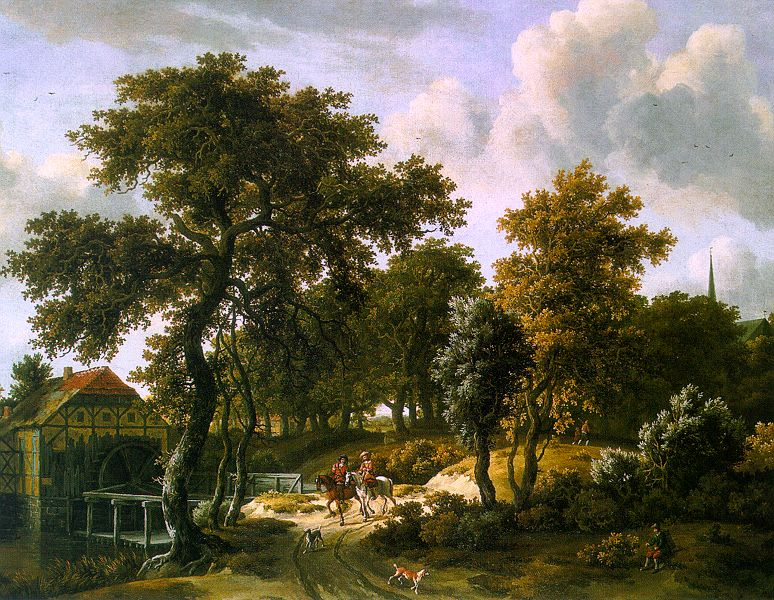
『旅人たち』1662年？)
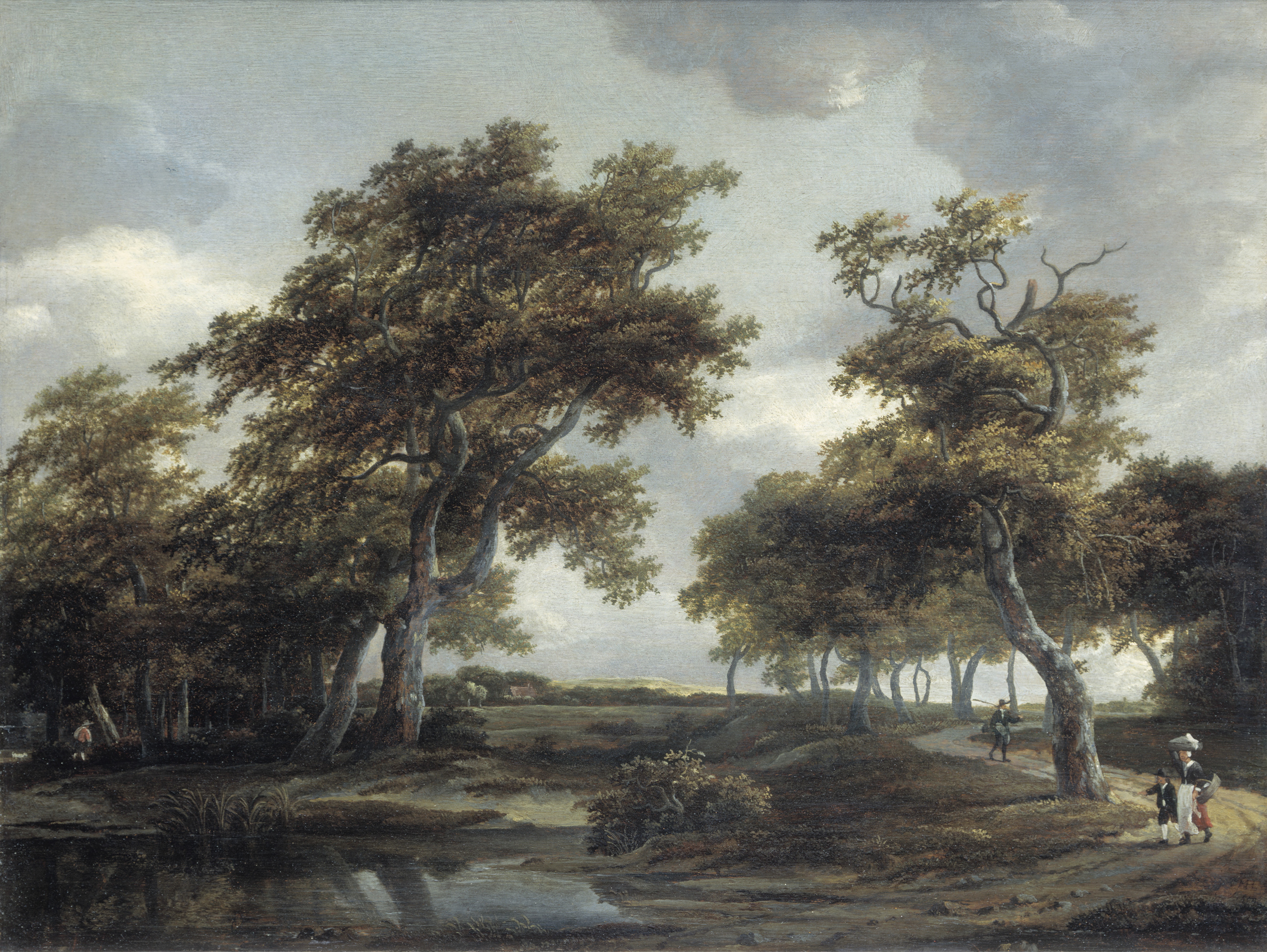
『池と旅人がいる山道の風景』
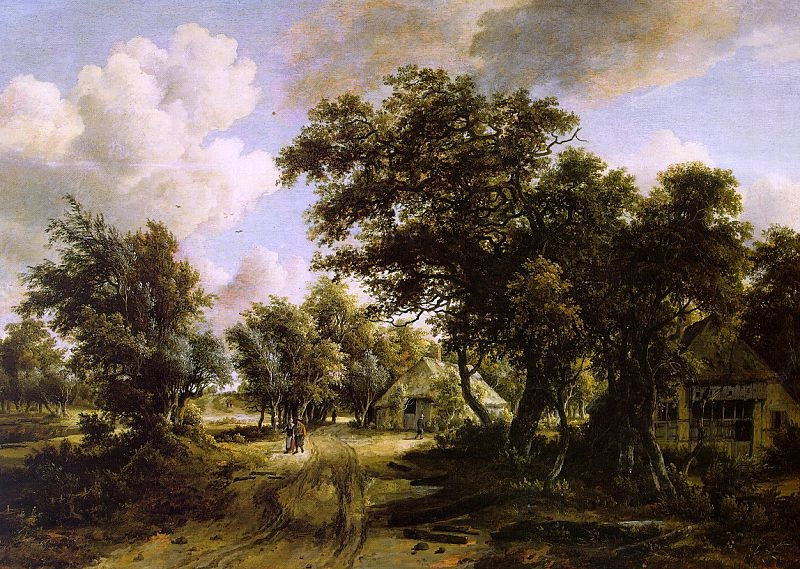
『木立の間を通るわだちの脇にある家』
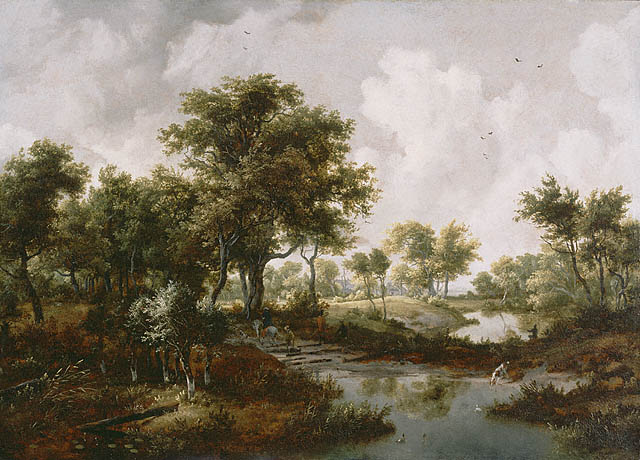
『木立の風景』(1667年)
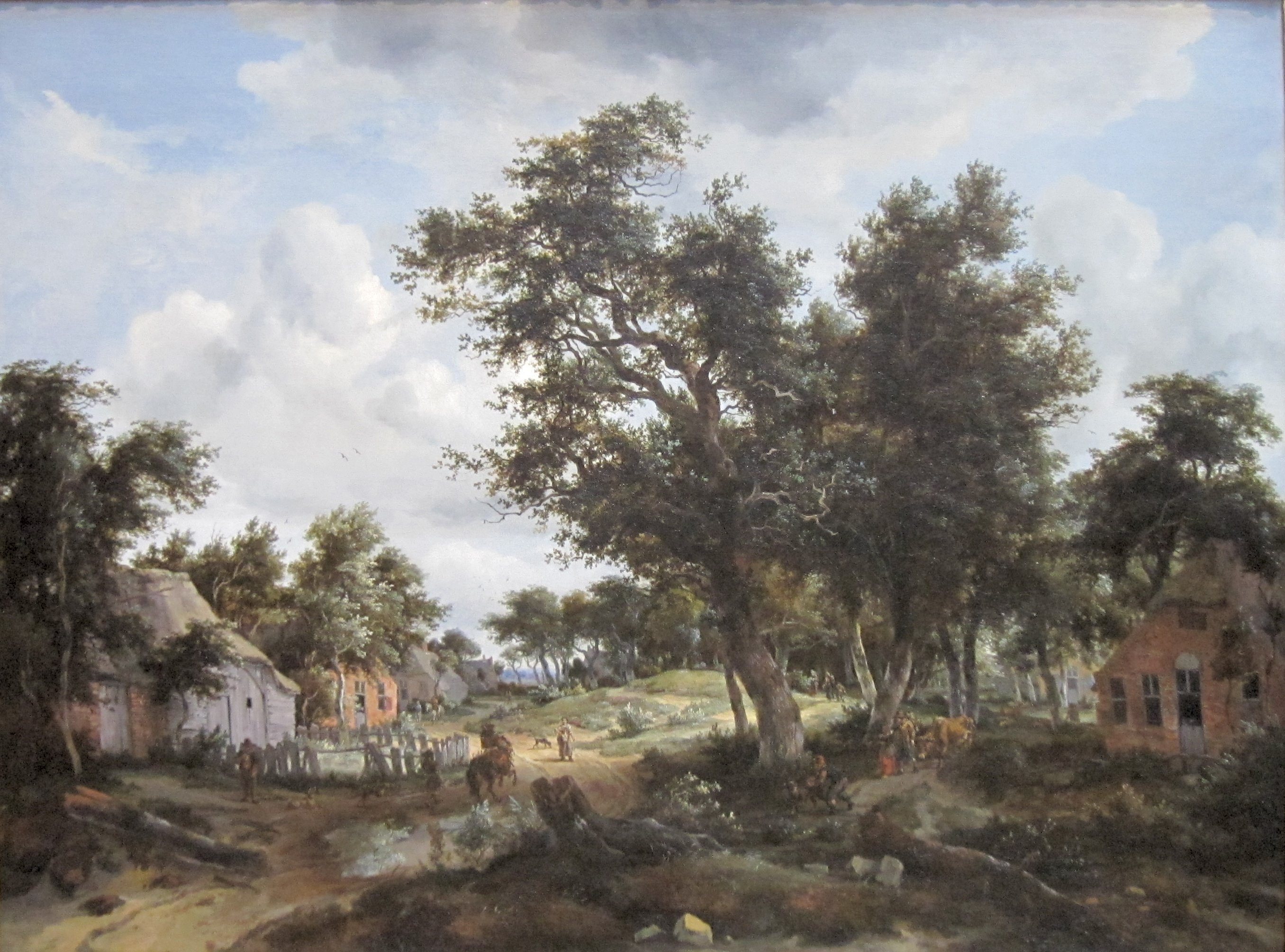
『村の小径を通る旅人がいる木立の風景』1665年頃)
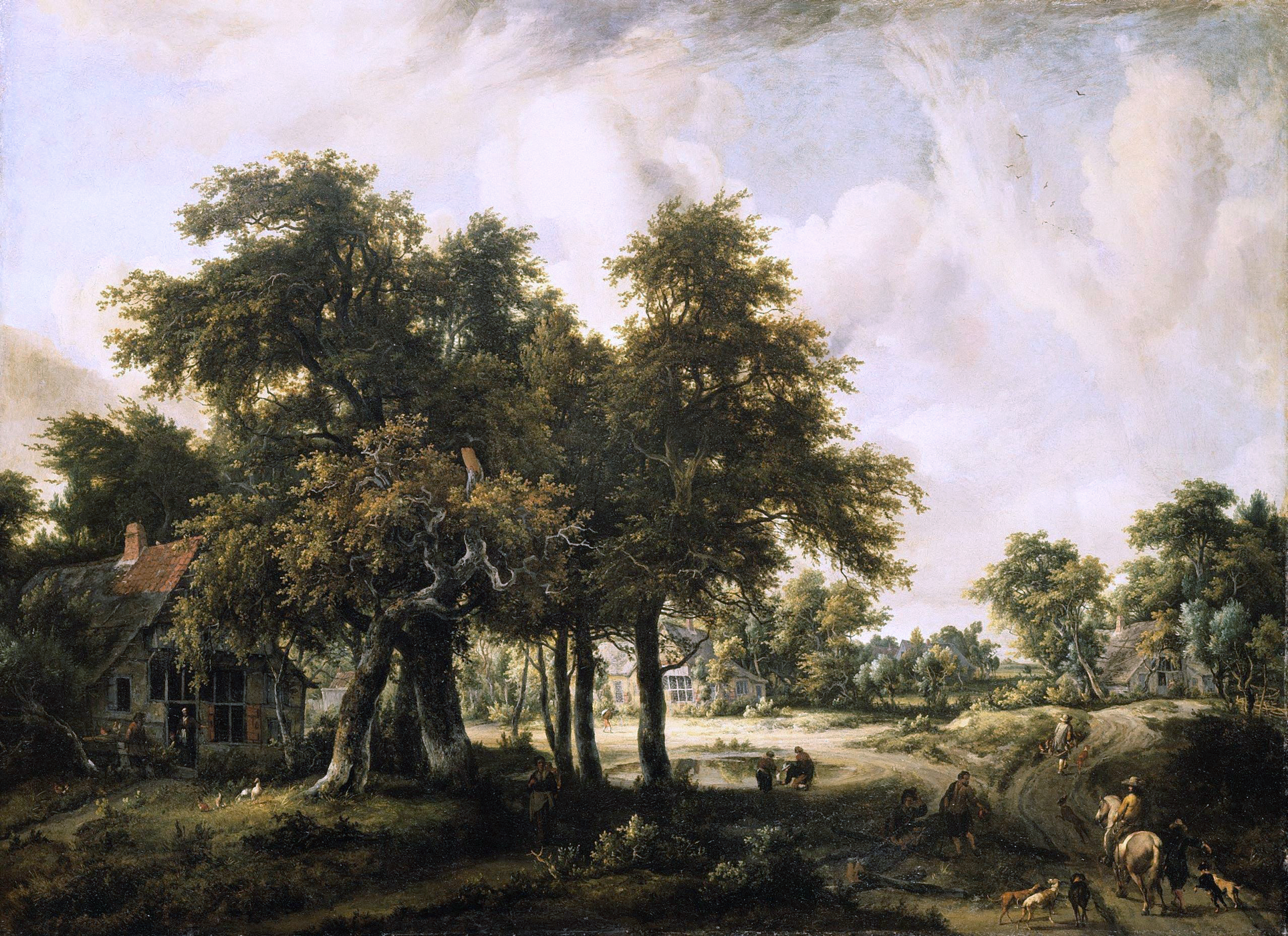
『農家のある森』(1665年)、マウリッツハイス美術館、デン・ハーグ
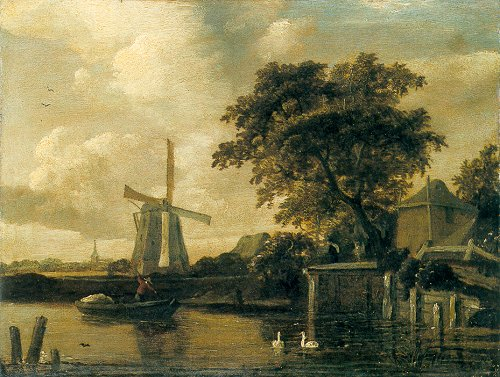
『河辺にある風車』 (1659～60年頃)
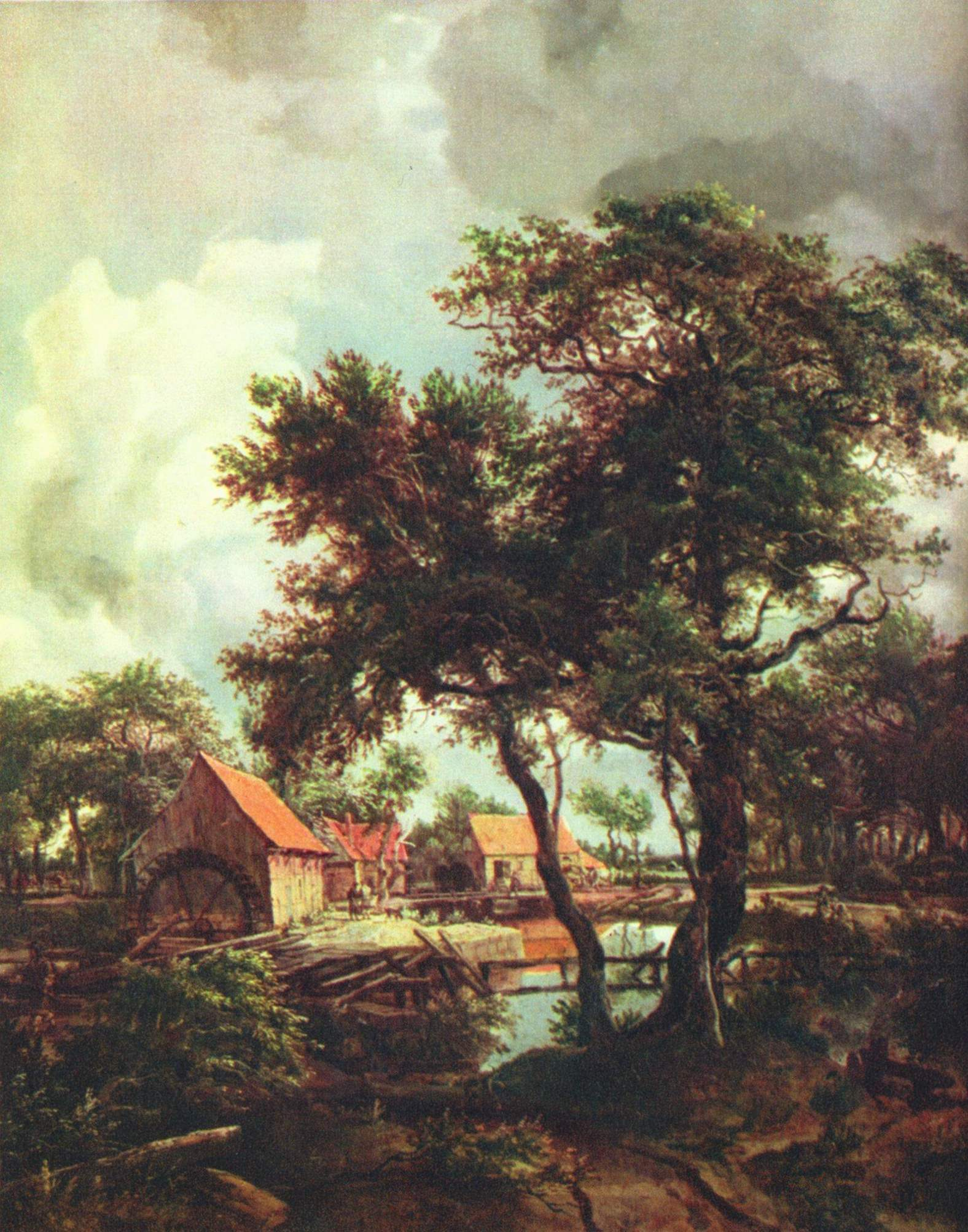
『水車』(1660年代)、ルーヴル美術館、パリ
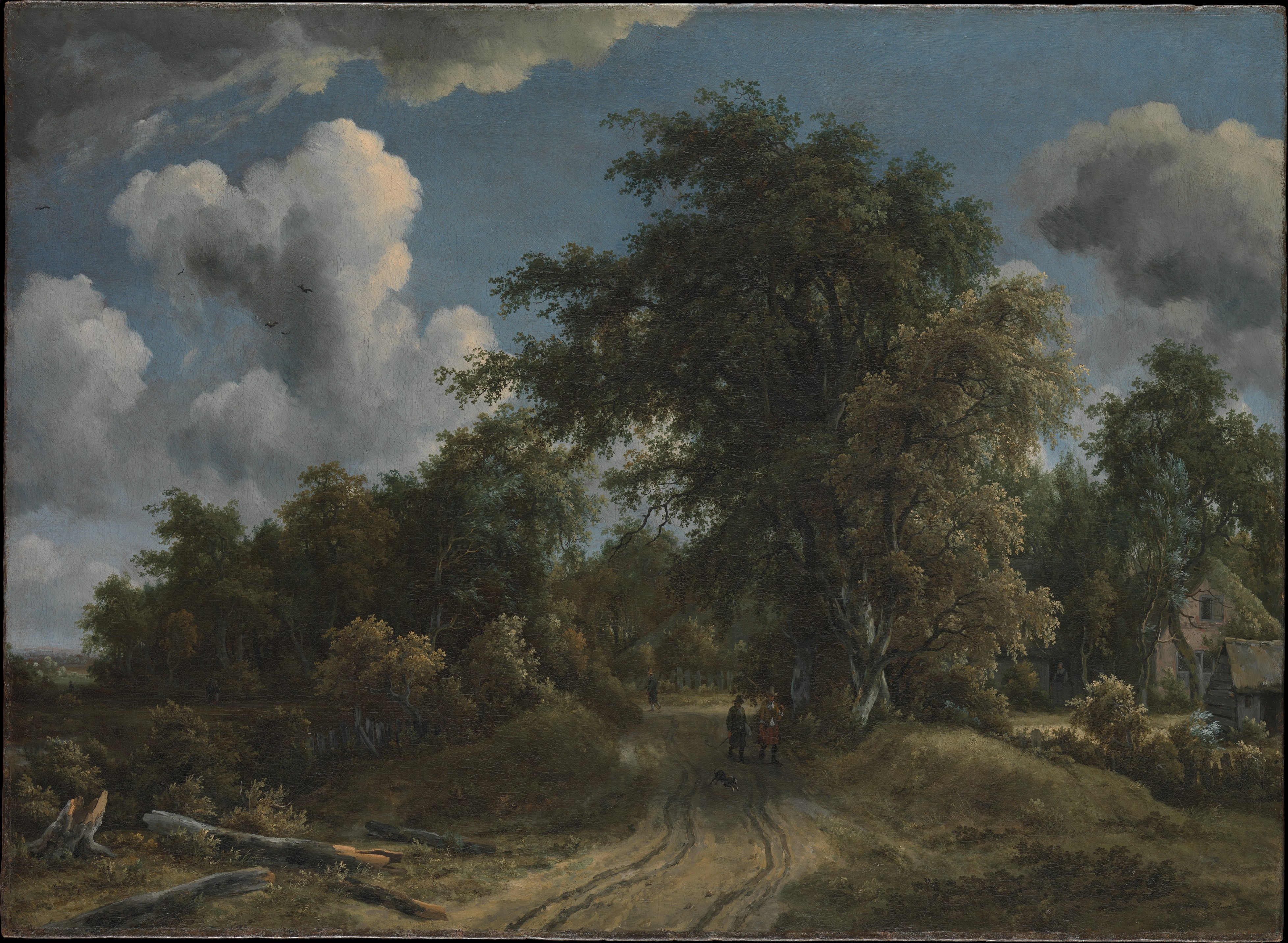
『森の道』 (1670年頃)、メトロポリタン美術館、ニューヨーク